# Mini-Beryl
Pour les articles homonymes, voir Beryl.
Le Mini-Beryl est la version destinée aux forces spéciales du fusil d'assaut polonais Beryl fabriqué par Fabryka Broni Radom. Il est compact et ses chargeurs sont en plastique translucide.

## Carrière opérationnelle
Depuis sa mise en service dans l'armée de terre polonaise, le Mini-Beryl a connu les conflits et missions suivants :
- guerre du Kosovo (1999) ;
- guerre d'Afghanistan (2001) ;
- guerre d'Irak (2003-2008) ;
- mission EUFOR Tchad/RCA (2007-2009).